# Western Hearts (film 1912)
Western Hearts è un cortometraggio muto del 1912 interpretato e diretto da Gilbert M. 'Broncho Billy' Anderson.

## Produzione
Il film fu prodotto dalla Essanay Film Manufacturing Company. Gilbert M. 'Broncho Billy' Anderson, fondatore della casa di produzione Essanay (che aveva la sua sede a Chicago), cominciò a girare i suoi western in California. Western Hearts fu girato a Lakeside e in Arizona, a Yuma.

## Distribuzione
Distribuito dalla General Film Company, il film - un cortometraggio in una bobina - uscì nelle sale cinematografiche statunitensi il 15 giugno 1912. Nel Regno Unito, fu distribuito il 18 agosto dello stesso anno.